# Шуйський Ігор Володимирович
Шуйський Ігор Володимирович (народився 7 серпня 1967, Харків) — український історик, громадський діяч. Дослідник історії Голодомору, механізмів і наслідків політичних репресій в Радянській Україні.

## Життєпис
Ігор Володимирович Шуйський народився 7 серпня 1967 року в Харкові.
У 1988—1993 роках здобував освіту на історичному факультеті Харківського державного університету за фахом історик, викладач історії і суспільно-політичних дисциплін.
З 1993 року науковий консультант, старший науковий редактор редакційно-видавничої групи з підготовки Харківського тому науково-документальної серії книг «Реабілітовані історією».
У складі редакційної групи підготував дві книги Харківського тому «Національної книги пам'яті жертв Голодомору 1932—1933 років в Україні».
З 2009 року Ігор Володимирович є активним членом клубу «Краєзнавець», що працює при Харківській державній науковій бібліотеці імені В. Г. Короленка.

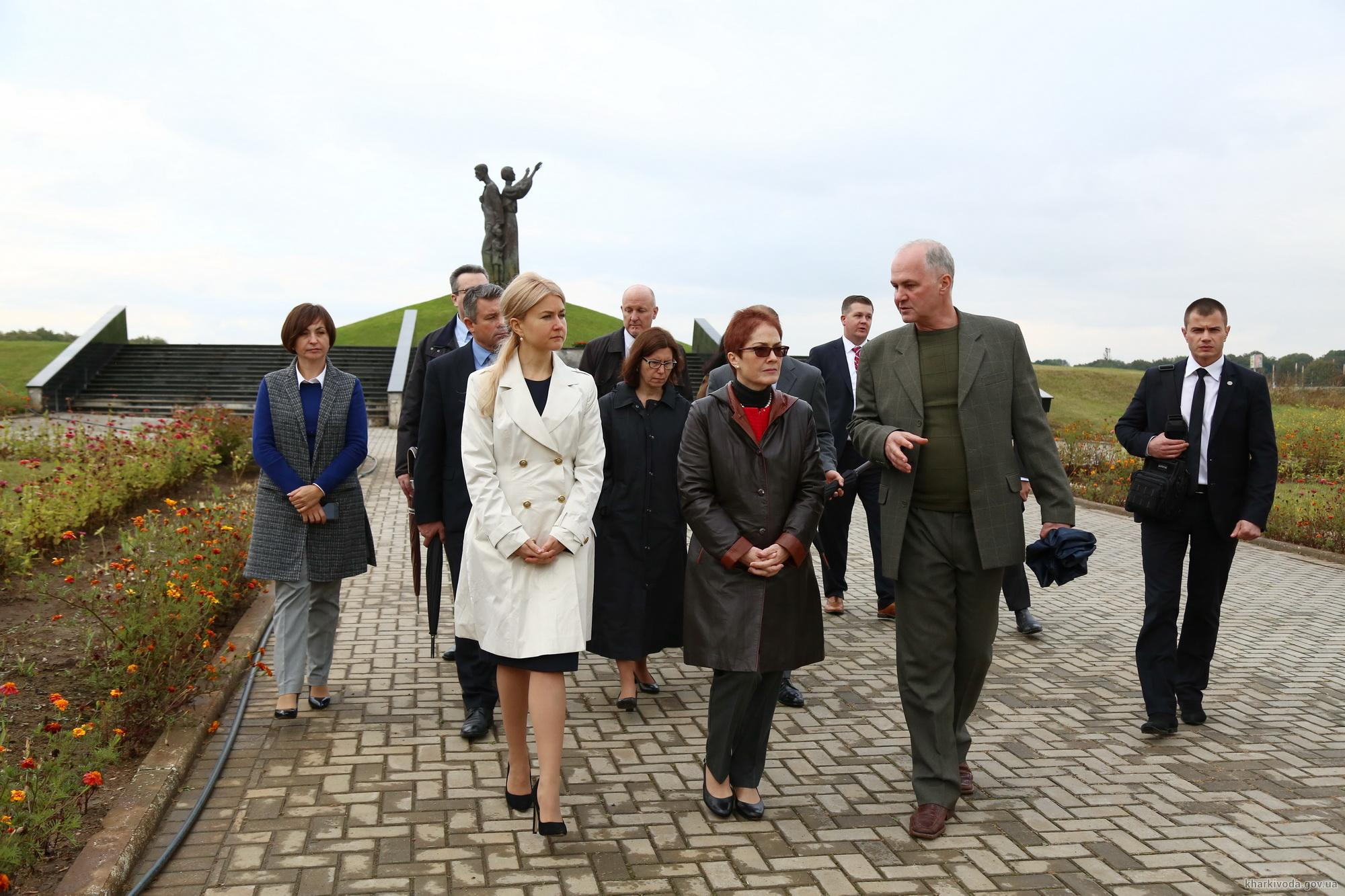
Екскурсія Надзвичайному і Повноважному Послу США в Україні Марі Йованович і членам американської делегації на Меморіалі жертвам Голодомору в Харкові 22 вересня 2016 року

З квітня 2018 року працює у Комунальному підприємстві «Регіональний інформаційний центр» Харківської обласної ради.
2021 року Шуйський завершив навчання в аспірантурі Харківського національного університету міського господарства імені О. М. Бекетова, захистив дисертацію «Всеукраїнська система Торгсин на Харківщині: створення та функціонування (1931—1936 рр.)» і отримав науковий ступінь доктора філософії. Науковою керівницею була завідувачка кафедри Всесвітньої історії Харківського національного педагогічного університету імені Г. С. Сковороди, докторка історичних наук, професорка Рябченко Ольга Леонідівна.
Член наукових асоціацій, учасник багатьох наукових конференцій.
З громадськими активістами проводив пошукову роботу в місцях поховань жертв Голодомору, політичних репресій.
Допомагає громадянам у пошуку інформації про долю репресованих.

## Творчий доробок
Наукові інтереси Ігоря Шуйського охоплюють широке коло питань трагічної історії України ХХ століття.
У межах проєкту «Реабілітовані історією» у 1993 році дослідник вперше розпочав системне опрацювання фонду архівних кримінальних справ громадян, репресованих у 1919—1991 роках на Харківщині. Він вважає, що осмислення історичного минулого неможливе без дослідження всіх збережених документів державних органів радянської влади. Одна з перших його наукових публікацій називається «Використання радянськими репресивними органами методів морального та фізичного впливу на громадян у процесі розслідування політичних справ у 30-ті роки ХХ століття» .
Основним завданням проєкту історик називає підготовку та оприлюднення мартирологу жертв комуністичного режиму. І нагадує слова багатолітнього керівника Головної редколегії «Реабілітовані історією» академіка П. Т. Тронька, почуті на зустрічі в Харкові . 
Науковий редактор, упорядник, автор опублікованих семи частин науково-документального тому «Реабілітовані історією. Харківська область».
Біографічні розвідки займають одне з провідних місць у творчості історика. У книгах І. В. Шуйським представлені біографічні нариси про видатні українські постаті: революціонерів П. Ю. Дятліва, Я. Є. Довбищенка, державника С. С. Остапенка, сходознавця Ф. Д. Пущенка, метеоролога В. І. Поріцького, письменників Ю. А. Лавріненка, І. Ю. Ізгура, професора агронома О. А. Янату.[джерело не вказане 1205 днів]
2008 року за програмою «Українська книга» опублікована збірка «Голодомор у першій столиці», укладачем і автором передмови якої є Ігор Шуйський, у якій вперше майже за 100 років були перевидані дослідження українських лікарів — свідків голоду 1921—1923 років. Голодомор 1932—1933 років висвітлюють віднайдені в розсекречених фондах архівів унікальні документальні свідоцтва .
Член редакційної колегії, упорядник підготовленої Держархівом Харківської області збірки архівних документів «Голодомор 1932—1933 років у м. Харкові, столиці УСРР» (2009).
Автор понад 150 публікацій у вітчизняних і закордонних виданнях. Українцям більш відомий завдяки відео матеріалу BBC News Україна «Голодомор. Харків. Це було тут» , статтям газети «Дзеркало тижня».
Співпрацює з Українським науково-дослідним та освітнім центром вивчення Голодомору HREC in Ukraine .
Як експерт, дослідник діяльності торгівельної мережі «Торгсин» в радянській Україні, у лютому 2016 року брав участь у роботі тематичного наукового семінару за програмою Seminarium, організованого HREC in Ukraine, Інститутом історії НАН України.
У 2017—2022 роках керівник Круглого столу щорічної міжнародної наукової конференції «Слобожанські читання», за яким науковці обговорюють питання Голодомору та політичних репресій радянської доби.
18 вересня 2019 року І. В. Шуйського обрали головою Регіональної комісії з реабілітації при Харківській обласній державній адміністрації.
Ігор Шуйський є членом Консультативної ради з питань охорони культурної спадщини Департаменту культури і туризму Харківської обласної державної адміністрації.

## Відзнаки
- Лауреат Всеукраїнського журналістського конкурсу «ЗМІ — за міжетнічну толерантність і консолідацію суспільства» (2005).

- Почесний краєзнавець України (2015).

- Нагороджений Дипломом Генерального Консульства Республіки Польща у Харкові (2017).

## Публікації
Вибрана бібліографія:
- Шуйський, І. В. З Відня до Сандармоху: [про П. Ю. Дятлова] / І. В. Шуйський // Реабілітовані історією. Харківська область / Ред.-видав. група Харків. тому сер. «Реабілітовані історією». — Київ ; Харків, 2005. — Кн. 1, ч. 1. — С. 113—121.
- Шуйський, І. В. Останній акт трагедії: «польська операція» НКВС 1937—1938 рр. на Харківщині / І. В. Шуйський // Харків і Польща: люди і події: матеріали Міжнар. наук.-практ. конф. (м. Харків, 12 листоп. 2005 р.) / Ген. консульство Республіки Польща в Харкові, Пол. Дім у Харкові. — Харків, 2006. — С. 49–56. — Рез. пол. мовою.

- Шуйський, І. В. Голодомор у першій столиці / І. В. Шуйський, В. А. Полянецький. — Харків: Шанс, 2008. — 287 с.

- Шуйський, І. В. Біля витоків Української гідрометеослужби: [про В. І. Поріцького] / І. Шуйський // Реабілітовані історією. Харківська область / Ред.-видав. група Харків. тому сер. «Реабілітовані історією». — Київ ; Харків 2008. — Кн. 1, ч. 2. — С. 120—127. — Електронна версія.

- Шуйський, І. Невиданий підручник з японської: [про Ф. Д. Пущенка] / І. Шуйський // Реабілітовані історією. Харківська область / Ред.-видав. група Харків. тому сер. «Реабілітовані історією». — Київ ; Харків 2008. — Кн. 1, ч. 2. — С. 128—137. — Електронна версія.

- Скороходова С. Діяльність професора О. А. Янати на Харківщині (1912—1933 роки) [Електронний ресурс] / Світлана Скороходова, Ігор Шуйський. — Електрон. текстові дані. — Харків: ХДНБ, 2014. — Назва з титул. екрана. — Режим доступу : http://www.docme.su/doc/276424/skorohodova-s.--shujs._kij-і.-dіyal._nіst._-profesora-o.-a.-yan..., вільний.

- Шуйський, І. В. Таємниця віри: життєпис отця Вікентія Ільгіна / І. В. Шуйський // Формування історичної пам'яті: Польща і Україна: матеріали Міжнар. наук.-практ. конф. (м. Харків, 12 трав. 2007 р.) / Ген. консульство Республіки Польща в Харкові, Пол. Дім у Харкові. — Харків, 2008. — С. 293—305.

- Шуйський, І. В. Кандиба Лев Лук'янович (Лукіліанович) / [І. Шуйський] // Ганіткевич Я. Українські лікарі: біобібліогр. довід. / Ярослав Ганіткевич, Павло Пундій ; Наук. товариство ім. Шевченка, Всеукр. лікар. товариство. — Львів, 2008. — Кн. 3. — С. 293. — Електронна версія.

- Шуйський, І. В. Коршун Степан Васильович / [І. Шуйський] // Ганіткевич Я. Українські лікарі: біобібліогр. довід. / Ярослав Ганіткевич, Павло Пундій ; Наук. товариство ім. Шевченка, Всеукр. лікар. товариство. — Львів, 2008. — Кн. 3. — С. 305—306. — Електронна версія.

- Ровчак, Л. Б. Судебные политические процессы в столице Советской Украины в 1920—1934 гг. / Л. Б. Ровчак, И. В. Шуйский // ГУЛАГ на Севере России: материалы Всерос. науч. конф. с междунар. участием / Коми респ. благотвор. обществ. фонд жертв полит. репрессий «Покаяние», Ин-т языка, лит. и истории Коми НЦ УрО РАН. — Сыктывкар, 2011. — Ч. 1. — С. 26–30.

- Шуйський, І. В. Всеукраїнська контора «Торгсин» у Харкові в 1932—1934 роках / І. В. Шуйський // Studia Slobozhanica: вісн. вист.-музейн. центру. — Харків, 2015. — Вип. 2 : Матеріали Міжнародної науково-методичної конференції Слобожанський гуманітарій — 2015, 27 листопада 2015 р. — С. 86-90.

- Про роботу Редакційно-видавничої групи Харківського тому серії «Реабілітовані історією» [Електронний ресурс] / підгот. І. В. Шуйський. — Електрон. текстові дані. — Харків: ХДНБ, 2014. — Загл. с экрана. — Режим доступа: http://www.docme.ru/doc/276406/pro-robotu-redakcіjno-vidavnichoї-grupi-harkіvs._kogo-tomu-..., вільний.

- Покарана самовідданість: Євдоким Сагайдачний [Електронний ресурс] / вступ. ст. і підгот. док. до друку І. В. Шуйського. — Електрон. текстові дані. — Харків: ХДНБ, 2014. — Назва з титул. екрана. — Режим доступу : http://www.docme.su/doc/276430/pokarana-samovіddanіst._---єvdokim-sagajdachnij, вільний.

- Єрохін Володимир Іванович [Електронний ресурс ]: [1894-1938 : біогр. довідка] / Ред.-вид. група Харків. тому Реабілітовані історією ; підгот. І. В. Шуйський. — Електрон. текстові дані. — Харків: ХДНБ, 2013. — Назва з екрану. — Режим доступу : http://www.docme.su/doc/161888/repressirovannyj-shevchenkoved-v.-i.-erohin, вільний.

- Шуйский, И. В. «Первая столица» в 1919 году / И. В. Шуйский // Время. — 2004. — 19 июня.

- Шуйский, И. В. Красный террор, белый террор… / И. В. Шуйский // Время. — 2004. — 31 июля.

- Шуйский, И. В. Харьковские вечера Максимилиана Волошина [Электронный ресурс]: докл. на краевед. чтениях в Харьк. гос. науч. б-ке им. В. Г. Короленко, 18 дек. 2009 г. / Шуйский Игорь Владимирович. — Электрон. текстовые дан. — Харьков: ХГНБ, 2014. — Загл. с экрана. — Режим доступа : http://www.docme.su/doc/276647/shujskij-i.-v.-har._kovskie-vechera-maksimiliana-voloshina, свободный.

- Шуйский, И. В. Всех поименно назвать! [Электронный ресурс]: [о судьбе революционера А. П. Галая, погибшего от рук белогвардейцев в 1919 г.] / Игорь Шуйский. — Электрон. текстовые дан. — Харьков: ХГНБ, 2014. — Загл. с экрана. — Режим доступа : http://www.docme.su/doc/276637/shujskij-i.-vseh-poimenno-nazvat._-, свободный.

- Шуйський, І. В. Петро Дятлов (1883—1937) — завідувач кафедри політекономії Харківського інституту комунального господарства [Електронний ресурс]: доп. на краєзнав. читаннях в Харків. держ. наук. б-ці ім. В. Г. Короленка, 27 берез. 2009 р. / Шуйський Ігор Володимирович. — Електрон. текстові дані. — Харків: ХДНБ, 2014. — Назва з екрана. — Режим доступу : http://www.docme.su/doc/276643/shujs._kij-і.-v.-petro-dyatlov, вільний.

- Шуйський, І. В. Пам'ятник «розстріляного відродження» в Харкові [Електронний ресурс]: з виступу 7 листопада 2012 року на акції «Біль», присвяченій репресованим українським письменникам/ Ігор Шуйський. — Електрон. текстові дані. — Харків: ХДНБ, 2014. — Назва з екрана. — Режим доступу : http://www.docme.su/doc/276645/shujs._kij-і.-v.-pam-yatnik--rozstrіlyanogo-vіdrodzhennya--u-ha..., вільний.

- Шуйський, І. В. До історії Будянського фаянсового заводу [Електронний ресурс ]: [репресії 1930-х рр. на підприємстві]: повідомл. на краєзнав. читаннях у Харків. держ. наук. б-ці ім. В. Г. Короленка, 14 берез. 2014 р. / І. В. Шуйський. — Електрон. текстові дані. — Харків: ХДНБ, 2015. — Назва з титул. екрана. — Режим доступу : http://www.docme.su/doc/1116365/do-іstorії-budyans._kogo-fayansovogo-zavodu, вільний.

- Шуйський, І. В. Ландау. Фізика і хуліганство [Електронний ресурс] / Ігор Шуйський // Час і Події: Молодіжне перехрестя. — 2008. — 12 червня. — Режим доступу : http://www.chasipodii.net/mp/article/889, вільний.

### Рекомендована література
- Ігор Мацкевич. Що готує день прийдешній? // Моя батьківщина. Моя родина [видання Асоціації національно-культурних об'єднань України] № 4, с. 1, 5. 1–10 лютого 2005.

- Олександр Зінченко. Голодомор у Харкові: коло життя, коло смерті, чорні нитки історії // Українська правда. 25 листопада 2016.

- Олександр Зінченко. Година папуги. Українські сторінки Катині // Київ: Дух і Літера. 2011. 400 с.

- Олександр Зінченко. Година папуги. «Фанатики» // Українська правда. 27 грудня 2019.